# Paul Boësnier de l'Orme
Pour les articles homonymes, voir Boësnier.
Paul Boësnier de l'Orme, seigneur du Gué-la-Guette, né le 27 février 1724 à Blois et mort le 2 décembre 1793 dans la même ville, est un savant économiste français, se rattachant à l'école physiocrate. Il est également maire de Blois de 1769 à 1773.

## Biographie

### Jeunesse et études
Paul Boësnier de l'Orme est issu d'une famille protestante originaire de Hollande, où elle professait le luthéranisme, qui s'installa à Blois au XVIIe siècle et qui embrassa le catholicisme après la révocation de l'édit de Nantes. Petit-neveu de Claude Pajon, il est le fils de Pierre Boësnier (1685-1750), un riche négociant commissionnaire, et de Marie Hême.
Il a deux sœurs:
1. Marie épouse successivement le financier Jacques Masson puis Jean Babaud[3]. Elle  est la mère du marquis de Pezay, de la marquise de Cassini et de la baronne de Lézardière. Cette dernière est la mère de Pauline de Lézardière, de Charles de La Lézardière, de Joseph-Alexis Robert de La Lézardière et du bienheureux Jacques-Augustin Robert de Lézardière.
2. Suzanne épouse le fils du maire d'Orléans Alexis Germon de La Rousselière et neveu de Barthélémy Germon[4].

Il suit sa scolarité au collège royal de Blois.

### Parcours professionnel
Boësnier acquiert la charge de maître particulier des eaux et forêts de la généralité d'Orléans. Il devient échevin de Blois en 1758, puis le 7e maire de Blois avec un mandat de 1769 à 1773.
Il est également nommé par le roi conseiller au Conseil supérieur de Blois en 1771.
En 1787, il fait partie de la Commission intermédiaire (avec l'abbé Sieyès, le président de Salaberry, le comte de Rouville, Le Vassor du Boucher et Lavoisier) et de l'Assemblée provinciale, et sera élu l'un des députés chargés de la rédaction des cahiers de doléances de Blois en vue des États généraux de 1789.

### Vie littéraire et savante
Résignant ses charges au profit de son neveu Pierre-Paul Boësnier de l'Orme, il quitte Blois pour se consacrer entièrement à son goût pour l'étude, s'installe à Paris et réalise plusieurs voyages en Allemagne. Il avait publié un premier poème, Le Mexique conquis, poème en prose, en 1752,. Fréquentant les salons savants et littéraires, élevé par Diderot et ami de d'Alembert, il est un habitué des salons du baron d'Holbach et de Mme Geoffrin, et des dîners politico-économiques du marquis de Mirabeau.
Sous l'influence de son neveu Alexandre Masson de Pezay et la consultation de Mme Geoffrin, appuyé par le marquis de Mirabeau et l'abbé Baudeau, Boesnier-Delorme est chargé par le prince Ignacy Jakub Massalski (qu'il avait rencontré dans les salons de Mme Geoffrin) de l'éducation de son neveu, le prince Xavier Massalski.

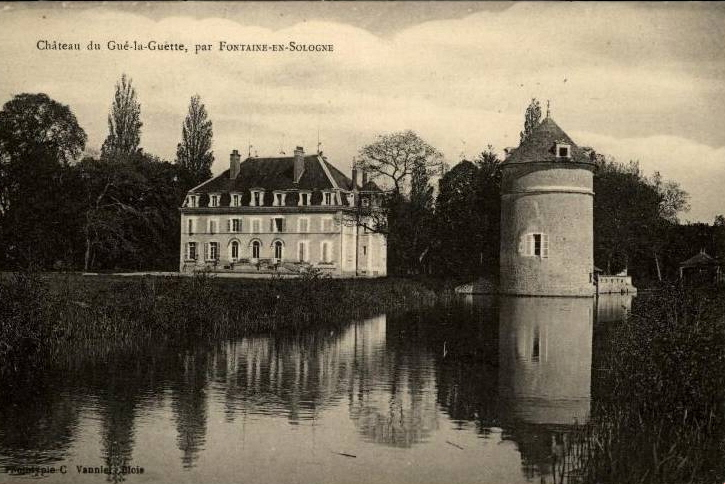
Le château du Gué-la-Guette, à Fontaines-en-Sologne.

Au-delà de ses travaux économiques, Boësnier passe une grande partie de son temps à l'occupation de l'agriculture et agronomie dans les terres de son château du Gué-la-Guette à Fontaines-en-Sologne. À sa mort, le domaine passe à sa nièce Anne Germon et son époux l'agronome Claude-Adrien de Gauvillier (ancien receveur général des domaines du roi et frère du général Jean-Marie Gaspard Gauvilliers), dont la fille épousera le baron Louis Asselin. Gauvilliers, qui deviendra maire, membre de la Société d'encouragement pour l'industrie nationale et le premier président de la Société d'agriculture de Loir-et-Cher, poursuivra sur le domaine les améliorations entreprises par Boësnier.
Boësnier aura une grande influence sur Charles-Victoire-François de Salaberry, président en la chambre des comptes de Blois et père de Charles-Marie d'Irumberry de Salaberry, qui se portera acquéreur de l'ancien château de Pezay de son neveu. Les Boësnier faisait également partie de l'entourage du comte de Cheverny, dont le château était voisin.

## Doctrine économique

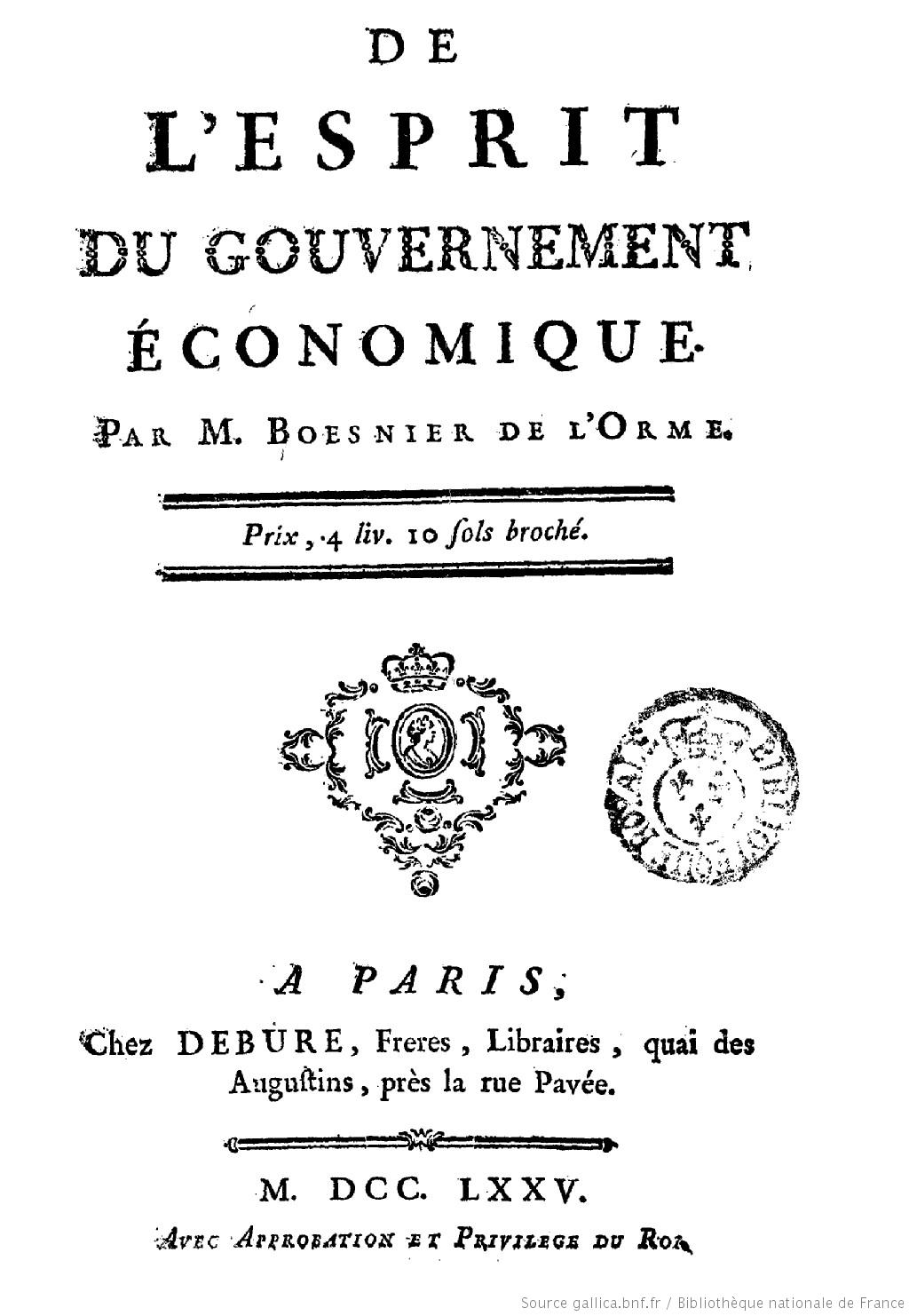
L'un de ses principaux ouvrages : De l'Esprit du Gouvernement économique, 1775.

Dans son ouvrage principal, De l'Esprit du Gouvernement économique, publié à Paris en 1775 - plusieurs années après son écriture - et qui sera traduit en italien, Boësnier s'inscrit dans la pensée physiocrate, sans pour autant rejoindre les membres de l'école de Quesnay, lui valant des reproches de leur part. Il y défend l'agriculture comme source de toute richesse, le droit de propriété et l'inégalité des propriétés, la liberté de commerce et la libre concurrence, l'impôt unique sur la terre et l’avènement de l'ordre naturel.
Il y ébauche également la « théorie des débouchés » et définit l'« optimum économique ». Il se penche sur les questions de population. Voyant l'accroissement démographique non comme un but en soi, mais allant avec le développement agricole, il se montre plus pessimiste que ses condisciples, craignant plus qu'eux la surpopulation. Il juge qu'un accroissement de population doit aller de pair avec une certaine résignation vis-à-vis de biens de consommation moins indispensables, s'inspirant en cela de Richard Cantillon.
Pour des raisons économiques, il se montre défavorable au pacte colonial et pour l'indépendance des colonies.

## Hommage
Une rue de la ville de Blois porte son nom.

## Publications
- Le Mexique conquis, poème en prose, l752
- Du rétablissement de l'impôt dans son ordre naturel, 1769 [16] ;
- De l'Esprit du Gouvernement économique, Paris, 1775 (traduit en italien) (Gallica) ;
- Considération sur les principes politiques de mon siècle, Londres, 1776 ;
- Réflexion sur le bois et les moyens de procurer au Royaume un approvisionnement plus favorable de bois de chauffage et de construction et un produit plus considérable en argent, Blois, 1789 ;
- Essai sur les principes de la morale naturelle, Blois, 1792.

## Sources
- Analyse de l'ouvrage qui a pour titre "de l'Esprit du gouvernement Économique" fait par Gautier, Paris, Delalain, 1775.
- Jean-Nicolas Dufort de Cheverny, Mémoires sur les règnes de Louis XV et Louis XVI et sur la Révolution, Ed. Plon, Nourrit et Cie, Paris 1886.